# 马智礼马烈
马智礼·马烈博士（1974年12月19日—），马来西亚政治人物，人民公正党成员，现赛城大学教授和独立机构高级伊斯兰研究所（IAIS）的主席。他曾是代表土著团结党、祖国斗士党和公正党的新邦令金国会议员（2018-2022），期间曾担任希盟教育部长（2018-2020）。

## 简历
马智礼出生于柔佛州新山县，其母校为新山英文学院（今苏丹阿布峇卡学院）和阿拉伯高级中学（Maahad Johor）。他拥有华裔血统，因为其母亲是客家人。除了通晓一部分中文和流利的英语，他也通晓阿拉伯语、德语、法语等语言，并掌握古典和现代阿拉伯语的能力。
体育方面，马智礼自2014年起也是马来西亚曼城足球俱乐部粉丝会的顾问；除此之外，他也是英国杜伦伊斯兰教社团主席、马来西亚华裔穆斯林协会顾问、雪兰莪州特殊孩子福利协会顾问、自闭症中心委员会和义工教师协会顾问。
马智礼于2018年3月加入土著团结党，随即在2018年马来西亚大选时，代表希望联盟当选为柔佛新邦令金的国会议员，击败二度蝉联新邦令金的民政党总秘书拿督梁德明。
马智礼也是一名助理教授，2000年起直至当选前在马来西亚国际伊斯兰大学就职，并出版了约60本书籍，并专研中东政治、伊斯兰政治思想和当代伊斯兰运动。他提倡在家自学，同时是多个教育和人道主义相关组织的顾问，以及民主及经济事务研究所的高级研究员和新加坡尤索夫伊萨东南亚研究院的研究员。

## 政治生涯

### 教育部长（2018年至2020年）

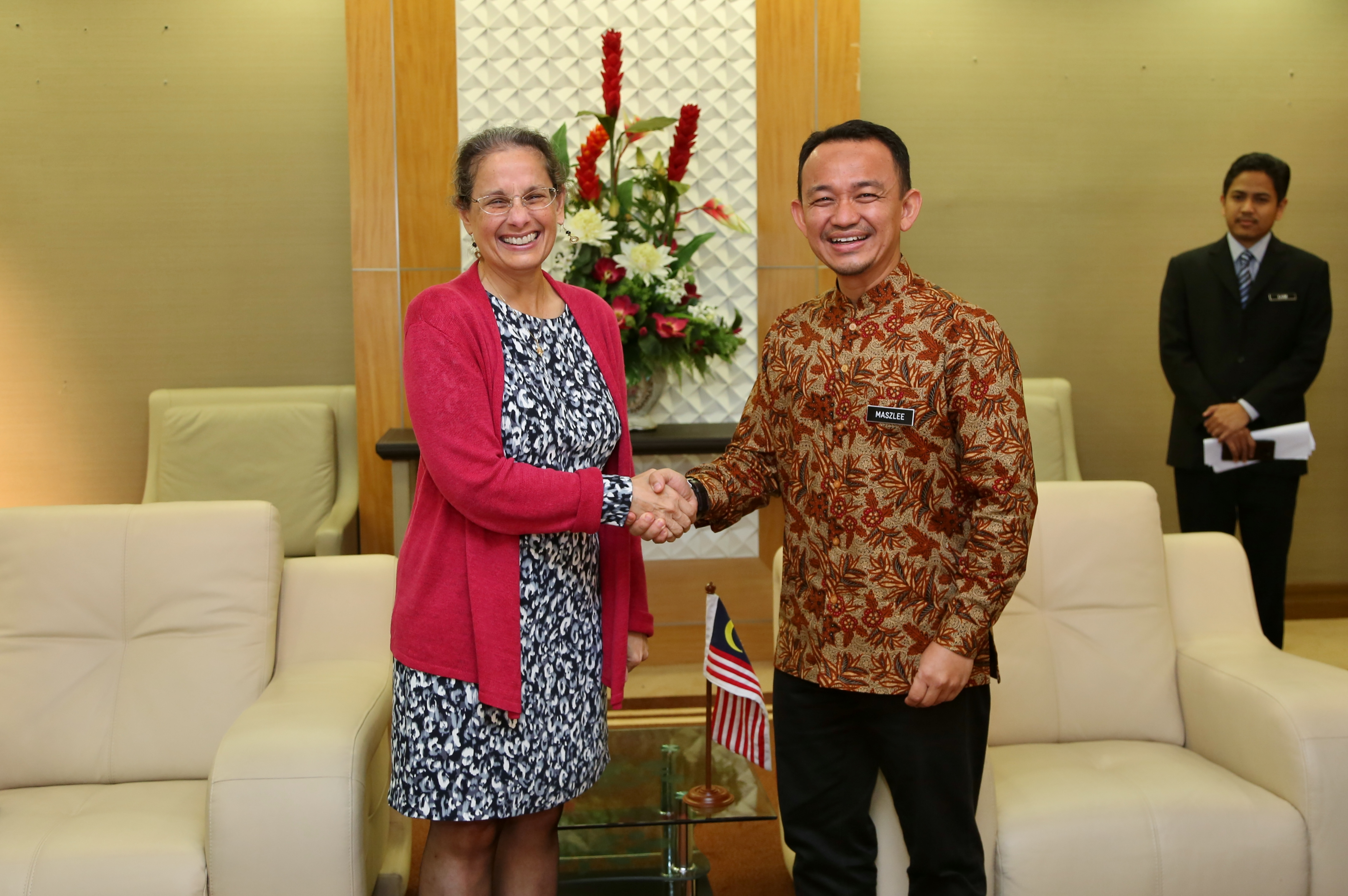
2018年6月21日马智礼与美国驻马大使雷荷花会面

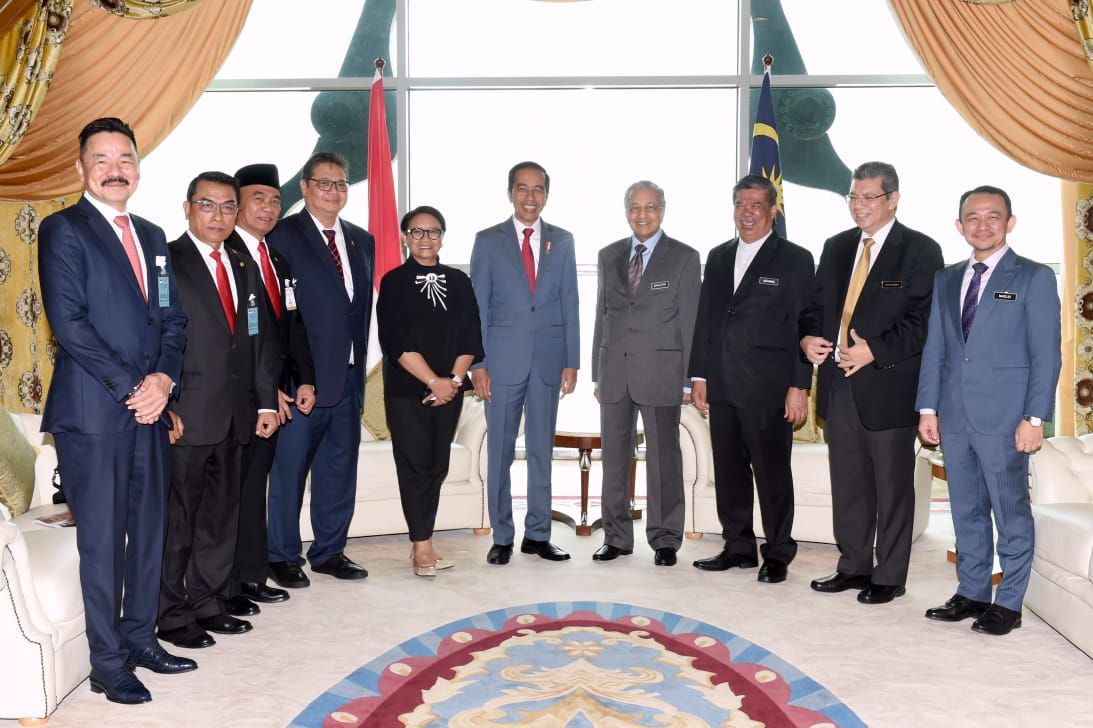
2019年8月9日马智礼（右一）陪同首相马哈迪·莫哈末（右四）在布城会见印尼总统佐科·维多多（右五）

2018年马来西亚大选后，原本时任首相马哈迪·莫哈末有意兼任教育部长职位，但是希望联盟的竞选宣言中规定，首相不得兼任政府部门任何职位，避免重覆前首相纳吉·阿都拉萨执政时期的错误，他才委任没有政治经验，纯学者出身的马智礼担任教育部长职位。
马智礼受委为教育部长时，因其「伊斯兰学者」的身份而受到瞩目和非议。但因为他会说中文，母亲是客家人和其中文名字（智礼）的形象，这为他加分不少。同时一些政治人物和学者也为他塑造形象，大赞他是「公共知识分子」，才没有引起风波。
马智礼曾建议，华裔生应观看马来电影，如已故巨星比·南利的电影，以提升自身的马来文水平。
马智礼担任教育部长时的表现好坏参半，他致力改革教育部政策和推出多项惠民决策，但多数新政策被视为不切实际和增加人民负担而广受批评。尤其是受影响最大的华裔社群，对他的施政表现非常不满，但他在马来社群里有着不错的口碑，这体现了多元社会对教育政策的矛盾。
在他领导下的教育部在2019年引发多次争议，如白鞋换黑鞋、捍卫大学土著固打制、不承认独中统考文凭、更换学校网络争议、2020年全国免费早餐计划和爪夷文风波引发种族对立的政策，被评为「历任最差的教育部长」。在他施行的多项争议下，民众也对他领导的教育部失去信任，间接令希望联盟在11月的柔佛州丹绒比艾的补选中惨败。他被视为是为执政党带来危机，在承受广大批评的压力下，马哈迪·莫哈末也劝告他辞职。
2020年1月2日，马智礼在教育部大楼宣布他将在隔天辞职，为第七次马哈迪内阁首位辞职的部长。他的职位由马哈迪暂代。后来马智礼出版其个人自传《回忆不是回忆录》中声称，他是因为慕尤丁曾经就杨忠礼通讯（YTL Communications）有限公司合约施压首相敦马哈迪，才导致他辞去教育部长一职。

#### 重回议员身份
马智礼卸任教育部长职位后，使专注在新邦令金选区服务。随后在2020年2月16日的新邦令金区选举中，代表土团党以211票比79票击败前任主席阿末阿亨，當选为区主席。

#### 终止党籍
2020年马来西亚政治危机中，土团党分裂成两派，分别以马哈迪·莫哈末和慕尤丁为首，展开政治对立。马智礼在政治危机中全力支持马哈迪，多次批评慕尤丁领导的国民联盟。5月28月，土团党执行秘书莫哈末苏海米志期发函宣布，对马哈迪派系在5月18日的国会会议中，没有支持首相兼党主席丹斯里慕尤丁领导的国民联盟政府，宣布马哈迪派系等6人自动丧失党籍，马智礼是其中之一。但因为马哈迪与慕尤丁领导的土团党最高理事会派系就党籍问题据理力争，他依然保留着土团党党籍名义。6月4日晚，土团党最高理事会正式宣布终止马哈迪派系等6人党籍。他在马哈迪的带领下在6月8日与其他被终止党籍的土团党领袖入禀法院，挑战终止他们党籍的决定，该诉讼于8月7日被法庭撤销宣告失败。同日，马哈迪在Albukhary基金会宣布，将成立一个新政党。8月12日，马智礼跟随马哈迪创立了祖国斗士党，为该党创始人兼筹设委员会成员。
2020年11月2日，马智礼发表文告，称经过仔细观察和实地考察广大民意后，宣布退出斗士党，将以独立议员身份，全力专注于协助受到疫情影响的人民，尤其是在新邦令金国会选区。此外他也表示，尽管离开了斗士党，但他对马哈迪的尊重和爱戴，永远不会消退。

#### 加入人民公正党
2021年11月26日，马智礼在其面子书和推特发活动宣传照片，宣布将加入人民公正党。隔日，马智礼在公正党主席安华·依布拉欣的见证下正式加入公正党。马智礼描述加入公正党为其提供了一个机会，让他有机会进一步推动变革和捍卫人民的事业，同时他也提交了新邦令金居民的500名成为公正党成员的新申请。

## 争议
马智礼自担任教育部长后施行多项「不受欢迎」的政策使的民众对他的表现不佳，同时他发表的争议言论也使得国内种族感到不安与紧张（尤其是华社）。

### 土著固打制
2019年5月17日，作为马来西亚教育部长的马智礼，在出席高校与学生对话会上捍卫保留大学预科班固打制的决定，他表示若要废除该制度，首先须确保土著获得平等的就业机会。马智礼还说，“许多非马来人都来自富有家庭，因此有能力将孩子送到私立学校。”该言论发表后，引起社会舆论反弹，加之他就任教育部长后的一系列争议性政策引发了民众、学生和家长不满，有网民联署要求他辞职。但与此同时，马智礼的言论也得到了包括土团党妇女组主席、乡村发展部部长丽娜等人的力挺，声称其不须道歉。此外巫统议员马立肯及多位巫裔大学校长均力挺马智礼。而网民中也以华人和马来人为分野形成两极化反应。

### 爪夷文风波
2019年8月，由马智礼领导的教育部准备在2020年在华小和淡小（淡米尔）强行推出的四年级6页马来课爪夷文单元，引起了巨大争议。在经过华印社群的强烈抗议后，马智礼宣布，马来课爪夷文单元从6页降至3页教程，承诺爪夷文只供欣赏，不会纳入考试范围，同样引起华印社群不安，反对将爪夷文纳入正课。在内阁议决这项单元后，新指南须获国民型小学家教、家长和字生的同意才能授课。但教育部的新指南只需51%简单多数家长同意，即可推行爪夷文单元的决定，却将小学董事部删除在外，再次引起激烈反弹。马智礼在这项决策中，以强硬姿态应对和避且不谈的举动，以董教总为首的华教社团对他非常不满和失望，华社策划在2019年12月举办表态大会，但也引来马来社会的强烈情绪反应。以巫统和伊斯兰党为首的马来领袖则支持马智礼的这项政策，认为华教是反对马来人的文化，并提出「关闭多源流学校」「董教总纳入非法组织」等建议，形成两大族群势力对抗的情况。
2020年3月13日，前首相马哈迪·莫哈末接受《阳光日报》访问时认为，华人不需要诵读可兰经，实际上是没有必要去读爪夷文。他强调，反之，由于要诵读可兰经，所以回教徒小孩须修读爪夷文。

### 探讨单源教育言论争议
2019年8月28日，马智礼在出席教育基金局货款预付给新邦令金区大学生仪式上，土著团结党最高理事达利依斯迈向马智礼「探讨」迈向单一源流学校的建议。马智礼回应「我还没看到有关建议，我需要看那建议，我会先看那建议」。这番言论引起社会哗然与讨伐，多名华教领袖表示不满和失望。
吉打董联会主席庄俊隆抨击马智礼是本位主义者。马六甲行动党主席郑国球也促请撤换教育部长职位，这是第三次国内再有政党要求撤换马智礼。次日，行动党秘书林冠英强调多源流教育是联邦宪法第152条款所保障的基本权利。马智礼也在面子书上传当时讲话音频，強调聆听各种建议，并不等于接纳，并指责媒体曲解其言论以平息众怒。马华总会长魏家祥则批评身为教育部长的马智礼使用「look into」字眼来回应单源教育问题是错误的，马智礼词不达意就不应该怪媒体写错。

### 发表不实文章
2020年10月18日，马智礼在《星洲日報》发表一篇「教育是大家的，人人有责」的文章。文中提及董教总代表没有预约就上门，当时正忙着部门内阁会议汇报会而无法抽身的他，也在代表团等候数小时后下楼会面，但称代表团依然向媒体投诉他没效率。董教总隔日针对文章澄清，由始至终，马智礼并未如其文所称，在当天亲自下楼与董教总代表团会面，指文章在相关部分严重与事实不符，并提醒马智礼应恪守公众人物之责，依据事实妥善发言，勿因政治需要肆意指责，影响国家发展与社会和谐。

## 书籍
- 《回忆不是回忆录》（ISBN 9789671993507）
- 《回忆不是回忆录：20个月的教育改革》（ISBN 9789671993507）